# Ekstrakcija
Ekstrakcija ali izluževanje je kemijska metoda, ki omogoča prenos molekul želene snovi iz trdne zmesi ali raztopine v drugo tekočo fazo s pomočjo topila. Ekstrakcija iz trdnih snovi (ekstrakcija trdno-tekoče) temelji na različni topnosti posameznih spojin v ekstrakcijskem topilu,  ekstrakcija iz raztopin (ekstrakcija tekoče-tekoče) pa na različni topnosti in porazdeljevanju spojin iz zmesi v dveh topilih, ki se med seboj ne mešata (običajno voda in organsko topilo).

## Uporaba
Je zelo pogosta metoda v kemijskem laboratoriju in se uporablja po končanih reakcijah sintez za izolacijo in čiščenje organskih spojin z različnimi fizikalno-kemijskimi lastnostmi, najpogosteje za izolacijo lipofilnih in temperaturno občutljivih produktov (antibiotiki, steroidi).

## Vplivi na kakovost ekstrakcije

### Topnost snovi
Ekstrakcija je osnovana na različni porazdelitvi snovi med ekstrakcijskimi topili in torej temelji na različni topnosti snovi v dvo- ali več faznih sistemih. Topnost snovi v topilu je odvisna od njene sposobnosti tvorjenja vezi s topilom, pri tem ima velik vpliv polarnost oz. nepolarnost topljenca in topila. Največkrat uporabljeno merilo za polarnost je dielektrična konstanta; pri tem velja, da imajo bolj polarne snovi višjo dielektrično konstanto. Topnost majhnih molekul je največja, kadar je dielektrična konstanta molekule enaka ali vsaj zelo blizu dielektrični konstanti topila. Pri makromolekulah pa na topnost vplivajo še razmerje med polarnimi in manj polarnimi skupinami, njihov medsebojni položaj, geometrija molekule in prisotnost drugih snovi.

### Porazdelitveni koeficient
Razmerje med koncentracijami spojine A v različnih topilih imenujemo porazdelitveni koeficient (Kp ali P ali KD), ki je ob določenih pogojih konstanten in definiran kot Kp= c1/c2/c3/…/cn (c1, c2 … so ravnotežne koncentracije topljenca v posameznih fazah; n je število faz). Treba se je zavedati, da gre pri porazdeljevanju topljenca med različne faze za ravnotežni sistem in da tudi po makroskopsko opazni ločitvi faz molekule topljenca še vedno prehajajo preko stikov med fazami, le da se v obeh smereh izmenjuje enako število molekul. Porazdelitveni koeficient je merilo za uspešnost ekstrakcije in je približno enak razmerju med topnostjo spojine v posameznih fazah, vendar moramo upoštevati, da je odvisen tudi od temperature, koncentracij snovi, ki so udeležene pri ekstrakciji, pH-vrednosti in številnih drugih parametrov. Za uspešno ekstrakcijo mora porazdelitveni koeficient znašati vsaj 1. V primerih, ko je manjši od 1, je spojina bolje topna v vodi kot v organskem topilu in jo bomo zato težko ekstrahirali v organsko topilo. Vendar lahko Kp za organsko spojino spremenimo, če v vodni medij dodamo anorgansko snov, ki se v vodi dobro topi, saj bo spojina v raztopini anorganske snovi slabše topna kot v sami vodi in bo tako Kp za ekstrakcijo v organsko topilo ugodnejši.

### Topilo
Pri izbiri ekstrakcijskega sredstva moramo upoštevati lastnosti snovi, ki jo želimo ekstrahirati. Upoštevati moramo stabilnost, saj iskana snov ne sme kemijsko reagirati s topilom in možnost enostavne odstranitve topila po končani ekstrakciji. 
V večini primerov je ena od tekočih faz pri ekstrakciji voda, medtem ko organsko topilo, ki ga uporabimo, mora ustrezati naslednjim lastnostim:
- se ne meša z vodo,
- topljenec mora  biti v njem čim bolj topen, 
- izkazovati mora čim večjo selektivnost, da se poleg iskane snovi v njem raztaplja čim manj ostalih snovi,
- ne reagira z vodo in snovmi, ki jih želimo ekstrahirati,
- ima čim boljši porazdelitveni koeficient za snov, ki jo ekstrahiramo (posledično je potrebnih manj stopenj ekstrakcije),
- ima nizko viskoznost, saj tako hitreje pride do ločitve faz,
- ima veliko stabilnost in relativno nizko vrelišče, da ga lahko po uporabi enostavno odstranimo z odparevanjem,
- je nestrupeno in nevnetljivo.

## Potek ekstrakcije
Ekstrakcija navadno poteka v posodah, ki jih stresamo na stresalniku, saj na ta način zagotovimo optimalno mešanje faz in dobro porazdelitev topljenca med fazama. Po ekstrakciji fazi ločimo z lijem ločnikom ali jih odcentrifugiramo. Optimalne pogoje ekstrakcije določimo empirično z izbiro različnih topil, prostorninskih razmerij, temperature, moči stresanja in številom ekstrakcij. Pomembno je poznati tudi odvisnost porazdelitve snovi med topili, saj lahko s prilagajanjem časa ekstrakcije vplivamo na večjo selektivnost procesa.
Ekstrakcija nikoli ni povsem specifična, saj se poleg iskane snovi v ekstrakcijskem sredstvu raztapljajo tudi druge, po topnosti podobne snovi. Pogosto le enostopenjska ekstrakcija ne zadostuje za želeno ločitev snovi, zato uporabimo več zaporednih stopenj ekstrakcije z manjšimi količinami topila in tako dobimo večji izkoristek. V praksi zadostuje, da postopek ponovimo 3–5-krat.

## Oprema
V laboratorijih se najpogosteje uporablja lij ločnik. S stresanjem dosežemo mešanje faz, ki se nato ločijo zaradi gravitacije, to pa omogoča preprosto ločitev. Spodnjo, sprecifično težjo fazo ločimo od zgornje, specifično lažje tako, da jo spustimo skozi ventil lija ločnika. V industriji se uporabljajo različne naprave, ki omogočajo stik med dvema fazama in pogosto vsebujejo centrifuge.